# کونور گرانت (بازیکن فوتبال، زاده۲۰۰۱)
کونور گرانت (انگلیسی: Conor Grant؛ زادهٔ ۲۳ ژوئیهٔ ۲۰۰۱) بازیکن فوتبال اهل جمهوری ایرلند است.
وی همچنین در تیم‌های ملی فوتبال Republic of Ireland national under-17 football team, Republic of Ireland national under-19 football team، و زیر ۲۱ سال جمهوری ایرلند بازی کرده‌است.